# Diócesis de Pilsen
La diócesis de Pilsen (en latín: Dioecesis Pilznen(sis) y en checo: Diecéze plzeňská) es una circunscripción eclesiástica latina de la Iglesia católica en la República Checa, sufragánea de la arquidiócesis de Praga. La diócesis tiene al obispo Tomáš Holub como su ordinario desde el 12 de febrero de 2016.

## Territorio y organización
La diócesis tiene 9661 km² y extiende su jurisdicción sobre los fieles católicos de rito latino residentes en la región de Pilsen y en la mayor parte de la región de Karlovy Vary.
La sede de la diócesis se encuentra en la ciudad de Pilsen, en donde se halla la Catedral de San Bartolomé.
En 2019 en la diócesis existían 69 parroquias. A partir del 1 de octubre de 2007 una reorganización de la diócesis redujo el número de parroquias.

## Historia
La diócesis fue erigida el 31 de mayo de 1993 con la bula Pro supremi del papa Juan Pablo II, obteniendo el territorio de la arquidiócesis de Praga y de las diócesis de České Budějovice y Litoměřice.

## Estadísticas
De acuerdo al Anuario Pontificio 2020 la diócesis tenía a fines de 2019 un total de 117 800 fieles bautizados.
| Año                                                                             | Población            | Población | Población      | Sacerdotes | Sacerdotes    | Sacerdotes    | Bautizados por sacerdote | Diáconos permanentes | Religiosos | Religiosos | Parroquias |
| Año                                                                             | Bautizados católicos | Total     | % de católicos | Total      | Clero secular | Clero regular | Bautizados por sacerdote | Diáconos permanentes | Varones    | Mujeres    | Parroquias |
| ------------------------------------------------------------------------------- | -------------------- | --------- | -------------- | ---------- | ------------- | ------------- | ------------------------ | -------------------- | ---------- | ---------- | ---------- |
| 1999                                                                            | 242 000              | 799 000   | 30.3           | 101        | 68            | 33            | 2396                     | 4                    | 40         | 13         | 324        |
| 2000                                                                            | 242 000              | 799 000   | 30.3           | 106        | 75            | 31            | 2283                     | 4                    | 36         | 11         | 324        |
| 2001                                                                            | 242 000              | 799 000   | 30.3           | 106        | 73            | 33            | 2283                     | 4                    | 38         | 11         | 325        |
| 2002                                                                            | 144 775              | 830 966   | 17.4           | 101        | 68            | 33            | 1433                     | 4                    | 38         | 11         | 325        |
| 2003                                                                            | 144 775              | 830 966   | 17.4           | 95         | 65            | 30            | 1523                     | 4                    | 36         | 9          | 325        |
| 2004                                                                            | 144 775              | 830 966   | 17.4           | 98         | 65            | 33            | 1477                     | 4                    | 39         | 11         | 325        |
| 2013                                                                            | 145 000              | 836 000   | 17.3           | 95         | 65            | 30            | 1526                     | 6                    | 44         | 17         | 71         |
| 2016                                                                            | 118 500              | 836 500   | 14.2           | 84         | 58            | 26            | 1410                     | 6                    | 40         | 18         | 69         |
| 2019                                                                            | 117 800              | 839 950   | 14.0           | 99         | 62            | 37            | 1189                     | 7                    | 54         | 18         | 69         |
| Fuente: Catholic-Hierarchy, que a su vez toma los datos del Anuario Pontificio. |                      |           |                |            |               |               |                          |                      |            |            |            |

## Episcopologio
- František Radkovský (31 de mayo de 1993-12 de febrero de 2016 retirado)
- Tomáš Holub, desde el 12 de febrero de 2016